# 茨维瑟尔
茨维瑟尔是德国巴伐利亚州的一个市镇。总面积41.17平方公里，总人口9642人，其中男性4743人，女性4899人（2011年12月31日），人口密度234人/平方公里。